# Sciovinismo
Lo sciovinismo, in ambito sociopolitico, indica un nazionalismo esclusivo, fazioso ed esaltato, che si esprime in un'aprioristica negazione dei valori e dei diritti degli altri popoli e nazioni. In senso lato può indicare l'esaltazione fanatica di una qualità, di un valore o simili.

## Storia
Deriva dal francese chauvinisme, dal nome di Nicolas Chauvin, un soldato francese di Rochefort dell'impero napoleonico, il cui nome fu utilizzato in vaudevilles e commedie per rappresentare il tipo del patriota esaltato e fanatico. In ambiente anglosassone il termine pressoché equivalente è gingoismo.
Il termine identifica il riflesso di un'ammirazione esagerata verso il proprio Paese. Può nascere anche dalla volontà di investire con questo significato ciò che invece costituisce un attaccamento o interesse personale, o comunque di parte, verso particolari usi, costumi, ambiti, situazioni contingenti di una cultura o di un Paese che in realtà non sono un dato strutturale o persistente dei medesimi. Spesso si accompagna a uno sfrenato e acritico militarismo.

## Sciovinismo economico
Nella moderna sociologia si è notato come "anche nei paesi dell’Europa occidentale ove il populismo è meno venato dal nazionalismo, si stia diffondendo il welfare chauvinism, secondo il quale le prestazioni sociali dovrebbero essere limitate ai nativi".

## Metonimia
Lo "sciovinismo maschile" (e quello femminile) sono locuzioni utilizzate per designare l'acritica esaltazione di una condizione personale legata all'appartenenza ad un sesso in particolare. La coincidenza derivante, per il "caso omicidio di George Floyd" nel maggio 2020, dal fatto che l'assassino bianco dell'uomo di colore si chiamasse Derek Chauvin ha prodotto la proposta di trasporre l'uso del termine fino a designare i comportamenti che presuppongono l'affermazione della superiorità razziale.
Trasposto nelle scienze epistemologiche, designa l'esagerata propensione ad attribuire un ruolo onnipervasivo ad un solo profilo della realtà materiale osservata: in questo senso è stato creato (con un larvato sostrato ironico) il sintagma "sciovinismo del carbonio".